# Мухаммед I (емір Малаги)
Мухаммед I аль-Махді (араб. محمد بن إدريس المهدي بالله; д/н — 1053) — 6-й емір Малазької тайфи в 1047—1053 роках.

## Життєпис
Походив з династії Хаммудидів. Син Ідріса I, еміра Малазької тайфи. Про дату народження й молоді роки обмаль відомостей. У 1046 році повстав проти свого стриєчного брата Ідріса II, еміра Малаги, захопивши владу. Останній за підтримки Бадіса, еміра Гранади, спробував відвоювати Малагу, але Мухаммед I відбив напад.
Згодом мусив боротися проти Гранадської тайфи. Цим вирішив скористатися Мухаммад ібн аль-Касім, емір Альхесірасу, спробувавши раптово захопити Малагу. Але й цього разу Мухаммед I здолав супротивника.
У 1053 році його отруїли. Трон успадкував небіж Ідріс.